# Галушкин, Василий Максимович
Василий Максимович Галушкин (1925—1979) — участник Великой Отечественной войны, стрелок 9-й роты 212-го гвардейского стрелкового полка 75-й гвардейской стрелковой дивизии 30-го стрелкового корпуса 60-й армии Центрального фронта, гвардии красноармеец, Герой Советского Союза (1943) (позднее — гвардии капитан).

## Биография
Родился 8 марта 1925 года в г. Зиновьевск, в 1942 году окончил железнодорожное училище, работал мастером на заводе «Красная Звезда». В тот же году призван в армию Гурьевским РВК Кемеровской области.
В действующей армии с 4 сентября 1943 года, стрелок 9-й роты 212-го гвардейского стрелкового полка 75-й гвардейской стрелковой дивизии. Красноармеец Галушкин В. М. особо отличился при форсировании реки Днепр севернее Киева, в боях при захвате и удержании плацдарма в районе сел Глебовка и Ясногородка (Вышгородский район Киевской области) на правом берегу Днепра осенью 1943 года. В представлении к награждению командир 212-го гвардейского стрелкового полка гвардии полковник Борисов М. С. написал:

«Тов. Галушкин не щадя своей жизни геройски дерется с немецким зверьем, он бросился первым вброд через реку Днепр и, перебравшись на западный берег Днепра, бесстрашно шел в атаку. Истребил 6 фрицев. 26.9.43 г. под д. Ясногородка взял в плен немецкого пулеметчика со станковым пулеметом и доставил его в штаб».

Указом Президиума Верховного Совета СССР от 17 октября 1943 года за успешное форсировании реки Днепр севернее Киева, прочное закрепление плацдарма на западном берегу реки Днепр и проявленные при этом мужество и геройство гвардии красноармейцу Галушкину Василию Максимовичу присвоено звание Героя Советского Союза с вручением ордена Ленина и медали «Золотая Звезда».
После войны Галушкин В. М. продолжал службу в армии. В 1953 году окончил Киевское пехотное училище, служил в Вологде. С 1957 года капитан запаса, жил в Белово, работал в ПУ Белово мастером производственного обучения а затем в Кировограде.
Умер 5 сентября 1979 года, похоронен на территории Пантеона Вечной Славы внутри Крепости Святой Елисаветы.

## Награды
- медаль «Золотая Звезда» № 1553 Героя Советского Союза (17 октября 1943);
- орден Ленина;
- медали.

## Память
- Именем Героя названа улица в г. Кропивницком
- В городе Белово установлен бюст Галушкина В. М. и его именем названа улица[6].